# マイクロエース
株式会社マイクロエース（MICRO ACE）は、埼玉県蕨市に本社を置く鉄道模型・プラモデルメーカーである。

## 概要
1990年代後半以降は、鉄道模型を主力製品としている。かつての主力製品だったプラモデルは、旧製品の再生産を継続しているのみである。
マイクロエースは、しなのマイクロの“マイクロ”とアリイの“A (エース)”を組み合わせたのが由来である。元々は有井製作所の鉄道模型部門の統轄会社名であり、後に会社が有井製作所に吸収され、同社のNゲージ鉄道模型のブランドとして使用されていた名称である。
プラモデル・鉄道模型以外では、日用雑貨の製造も手がけていた。

## 沿革
- 1963年9月1日 - 東京都板橋区仲宿に創業。以来10年近く、クラウンモデル、大滝製作所 (オオタキ)、ニットー、オリエンタルモデルなどの下請けとしてプラスチックインジェクション成型業を行う[1]。
- 1966年 - 株式会社へ改組し、株式会社有井製作所（アリイ）となる。以後プラモデル製造を中心として事業展開。
- 1980年 - 倒産したしなのマイクロの設備を継承しNゲージ鉄道模型へ本格的に参入。後に一旦撤退。
- 1996年 - Nゲージ鉄道模型に再度参入。中国生産のNゲージ鉄道模型の展開が開始される。
- 2004年6月10日 - 新設の子会社である株式会社マイクロエースに事業を移管し、“マイクロエース”が新たな社名となった。なお、親会社である株式会社有井製作所はプラモデル製造業から撤退した現在も不動産賃貸業の会社として存続している（法人番号：5030001020881）。

## 製品

### プラモデル部門
プラモデルの分野では、超時空シリーズなど、キャラクター模型メーカーとして愛好者に広く認知されているが、他社製の金型を使用した再生産品を中心に飛行機、艦船、自動車、鉄道車両、扇風機などのスケールモデルも多数発売している。
有井製作所時代は世間の流行に合わせてキットを開発する傾向が強く、駄菓子屋的感覚で製品の質よりもタイムリーさを狙った物が多かった。1980年代のガンプラブーム時には、セル画やオリジナルストーリーブック（ミニサイズの漫画）が付属した『ザ★アニメージ』シリーズ、1984年頃にCMなどで話題になったエリマキトカゲやラッコといった動物、1990年の湾岸戦争直後のパトリオット・スカッドミサイルのシリーズなどをリリースしていた。1987年にフジテレビのバラエティ番組『笑っていいとも』や『オレたちひょうきん族』の番組中で流行った吉永小百合の歌・『奈良の春日野』を元にした、尻からプラスチック玉のフンを出すマンガチックな鹿の模型「鹿のフン」を発売。当時多くのメーカーがキャラクターモデルの販売不振によるダメージを残しており、バンダイ以外でキャラクターモデルやオリジナルモデルを新規開発するメーカーは珍しく、アリイが流行に敏感でフットワークの軽いメーカーだったことを示す典型的な製品である。

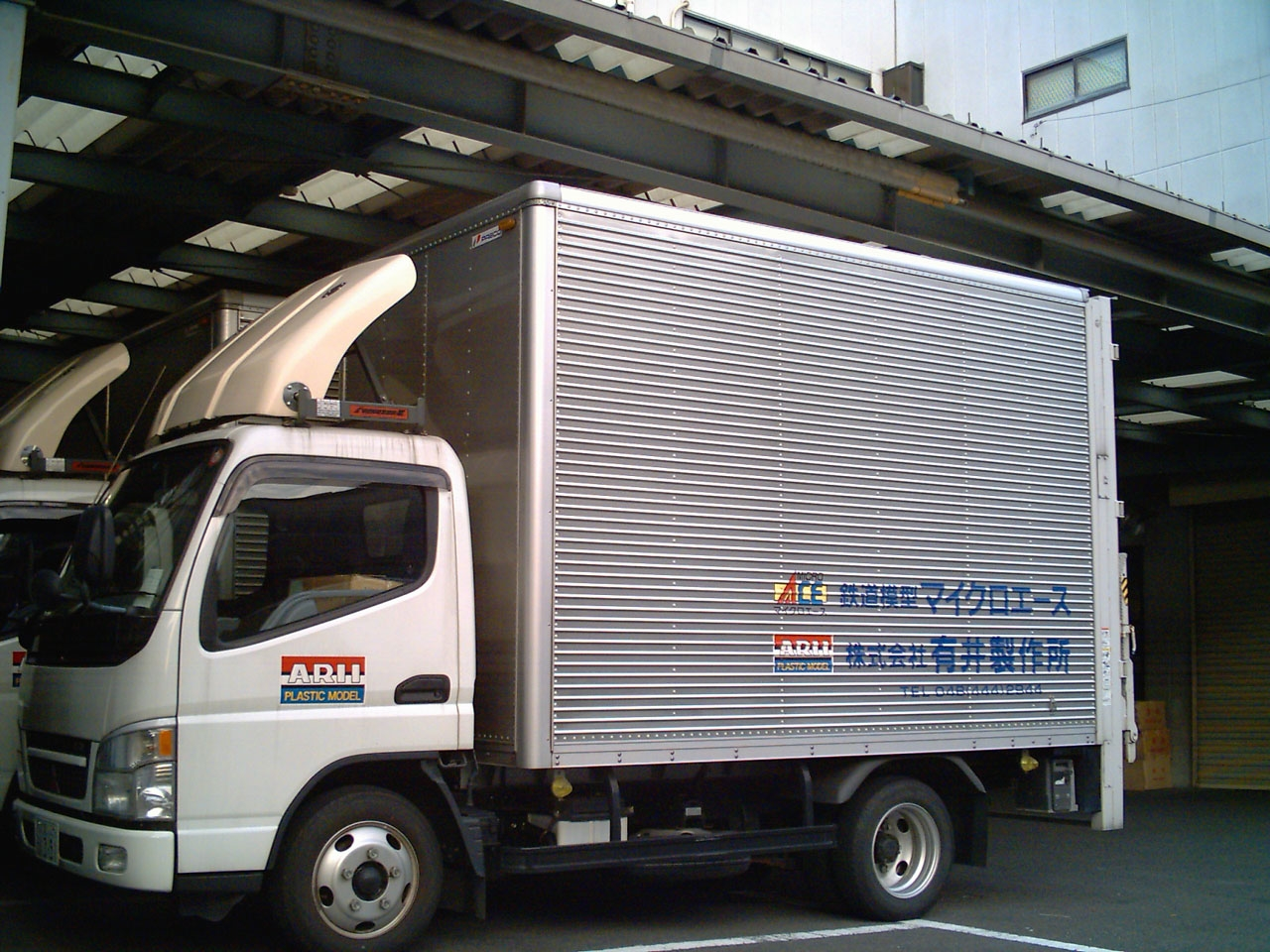
「有井製作所・マイクロエース」と併記されている配送トラック 三菱ふそう・キャンターFE7/8

現在の製品はLS、オオタキなどかつて倒産・廃業したメーカーから購入した金型を再利用し、自社製品として発売したものが主である。代表的なシリーズとして、旧LSの1/32オーナーズクラブやワールドフェイマス1/144ジェットファイターシリーズがある。ジェットファイターシリーズ等一部の製品については公式サイトでも紹介されており、商品展開が確認できる。鉄道模型とは異なり、社名変更後もパッケージのメーカーロゴは「アリイ」のままで販売されていたが、2006年頃から順次「マイクロエース」に変えられている。
2013年からは、前年に倒産した河合商会の「風物詩シリーズ」と「箱庭シリーズ」を引き継ぎ、自社ブランドでの販売を開始した。
2021年、60周年記念製品として、一部パーツを新規造形のもと「新橋駅前 C11 292」を発売した。

#### 商品展開
航空機
主な自社製のキットとしては、1970年代末に1/144スケールで第二次世界大戦時の戦闘機を12点出している。また、1986年には1/48スケールのF-19を発売しているが、これはイタレリ製のキットをベースに、カナードの位置と空気取り入れ口の形状を変更し、さらにイタレリでは出していない複座練習機型までモデル化した珍品だった。
他社製の金型を用いた製品としては、オオタキ製の1/48と1/144、LS製の1/72と1/144、永大 GRIP製の1/72などのキットがある。変わった製品としては、オオタキ製の旧作1/144キットとマクロスシリーズ用に開発した整備工場のパーツを組み合わせた、Space Tacticsと称するシリーズもあった。その他の大半のキットは箱絵、デカールともに旧メーカーでの最終発売時に準じた形で再発売されていたが、2006年より旧LS製の1/144キットを3機分セットにし、カルトグラフ製の新規デカールを加えたリニューアル版（HGシリーズ）が発売されている。
戦車、ミリタリー
自社製のキットでは、1970年代に1/50から1/35程度のモーターあるいはゼンマイ動力の戦車を多数出していた。また、1980年代初めには1/48スケールでパトリオット、スカッドとともに現用戦車のキット6点を発売している。他社製の金型を用いた製品としては、オオタキ製の1/48、1/50のリモコンキット、永大 GRIP製の1/76キット、LS製の実物大のコンバットアクセサリーなどがある。
艦船
主な自社製のキットとしては、1970年に1/250で護衛艦4点を模型化している。また、1990年代初めには1/700スケールで現用潜水艦4種12点と、スプルーアンス級駆逐艦とタイコンデロガ級イージス巡洋艦計10点を発売している。他社製の金型を用いた製品としては、オオタキ製の1/250、1/400、1/600、1/800の戦艦と空母、中村産業製の1/500、1/700の「さんふらわあ」などがある。1/800の空母については、オオタキで模型化されなかったフォレスタル級の金型を新たに作成し、シリーズを継続させている。
自動車
1970年代より、1/24を中心に多くのキットが発売されている。また、LSなどのキットの再発売も行われている。自動車関連のプラモデルは年式の古いものは名車シリーズとして、パッケージのイラストも旧社時代のパッケージを継承しての販売となっている。主力製品である1/32オーナーズクラブは、LSで発売されていなかった車種の金型を新規に作成してシリーズを充実させており、最も安価なカーモデルシリーズとしても知られている。
鉄道車両
1970年代より、1/80スケールで電気機関車や蒸気機関車、ブルートレイン、L特急、国電車両などをモデル化していた。また、オオタキ製の1/50スケール蒸気機関車の再発売も行っている。ただし、自社製のD51などはショーティー（短縮型）である。
キャラクターモデル・オリジナルモデル
オリジナルメカのモデルは1970年代から発売されている。1975年に発売された合体ロボ4種は、ボート、戦車、砲台などのさまざまな部品と組み合わせて発売され、アオシマの合体ロボにも匹敵するシュールな形態も存在した。このキットは、スターウォーズブーム時の1978年には箱絵やキャラクター名をスターウォーズ風に変更し『スペースコンボイ／宇宙スーパーコンボイ』シリーズとして販売され、またガンプラブーム時の1981年には箱絵と名称をガンプラ風に変更し『太陽系戦隊 ガルダン』のシリーズ名で再発売されている。
また、同じ1981年にはオリジナルの『ザ★アニメージ』シリーズが発売されている。本シリーズがガンプラの影響下で作られたことは明らかであるが、『ガルダン』と異なりキット自体は新規に作られたもので、形状や名称もさほどガンプラに似てはいなかった。
アリイは1982年の『超時空要塞マクロス』を皮切りにイマイとの提携でキャラクターモデルに参入し、引き続き1983年から1984年にかけて『超時空世紀オーガス』、『超時空騎団サザンクロス』、『超攻速ガルビオン』などのキャラクターモデルを発売している。
『マクロス』はプラモデルの売り上げも良好だったものの、他の作品はそれほどでもなかった。『サザンクロス』では「ロリコンを取り入れたボディ」パーツをセットしたラーナ少尉のフィギュアキットが話題を呼んだが、ロボットのキットを出す前にシリーズは打ち切られている。1985年にマクロスの大型製品の金型の全てはバンダイに売却されており、2010年のホビーショーのバンダイブースでアリイのデストロイドモンスターのテストショットを公開展示、1/100スケール可変スーパーバルキリーがデカールをオリジナルとは変更して再発売された。なお、マクロス関連の小型製品の金型はアリイに残り、一部は再生産もされた。1996年のマクロス15周年時には、40点以上のキットを再発売した。スーパーバルキリーのみスーパーパーツを新規に開発、アリイ版1/100スケールスーパーバトロイドのみ新製品、旧製品版（劇場版含む）とは脚部等が異なる。同年、当時の流行だったアクションフィギュアタイプのバルキリーの完成品モデルや、1/6サイズのソフビ製フィギュアなどを玩具商社レッズとの提携で新規に開発、発売された。
主な再生産シリーズ
- 1/48 - 1/50 リモコン戦車シリーズ
- 1/48 - 1/144 飛行機モデルシリーズ
- 1/600 - 1/800 戦艦・空母シリーズ
- 1/24 カーモデルシリーズ、1/32オーナーズクラブ
- 1/1 コンバットアクセサリーシリーズ

### 鉄道模型部門

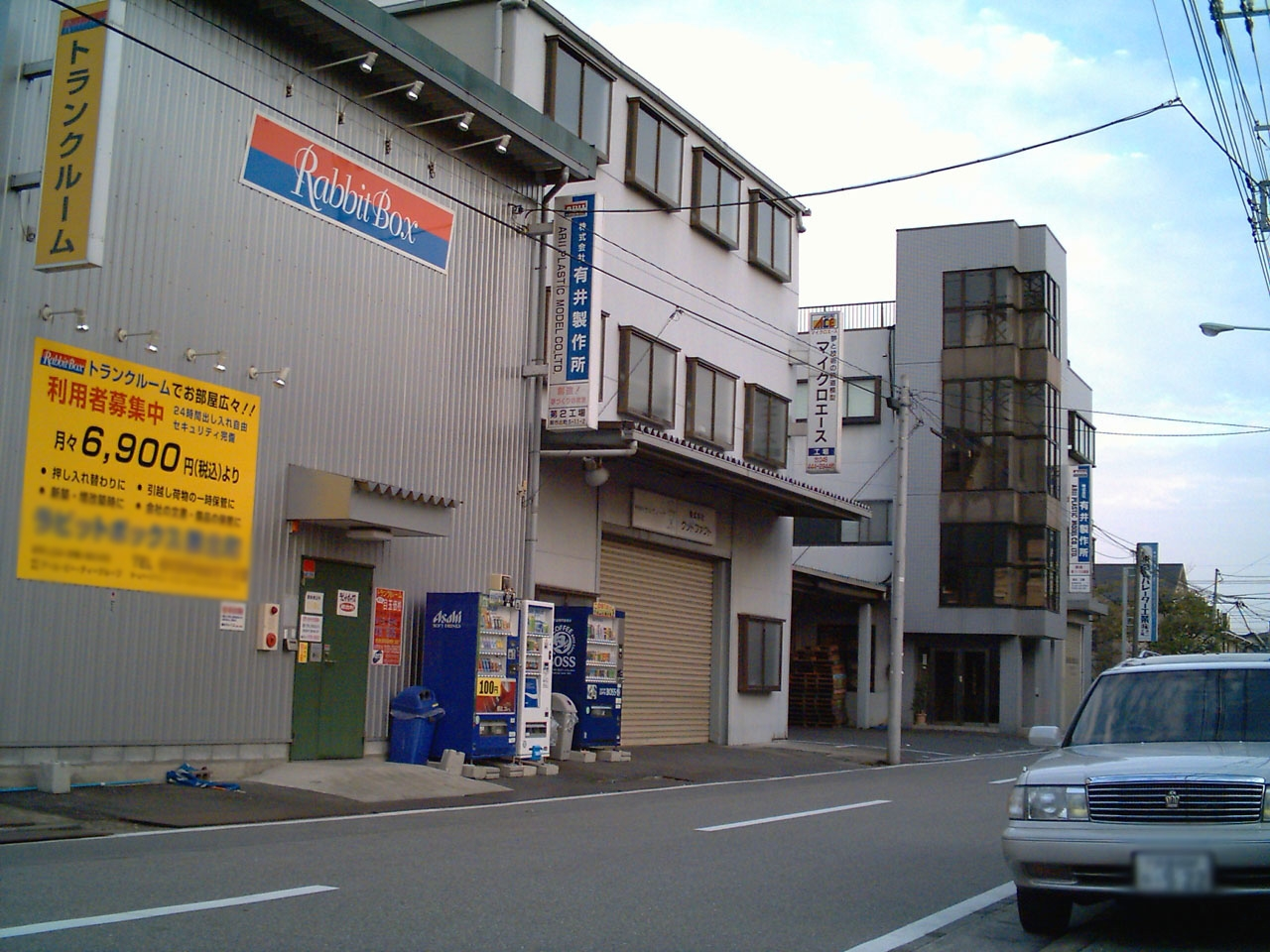
マイクロエース第一・第二工場と本社外観 現在第二工場はトランクルームに改修

鉄道模型の分野では1980年に倒産したしなのマイクロを傘下に収め、“マイクロエース”と改称し鉄道模型に本格的に進出した。その際に、Nゲージ製品の発売を行い、EF64形1000番台やEF71、ED78といった国鉄電気機関車や、185系電車、10系客車などを製品化した。いずれも総じてプロポーションが良く、特に10系客車は当時の同業他社の製品を凌駕するほどの緻密かつ繊細なディティール再現で高く評価された。
しかし、1980年代半ば以降長らく新製品の発売がなく、再生産もほとんどない休眠状態が続いていた。その後、会社自体も有井製作所に統合され、“マイクロエース”の名称のみが有井製作所の鉄道模型ブランドとして残る形となった。
その後、有井製作所は1990年代に中国生産のアメリカ車両を発売し、1996年頃から日本型鉄道模型製品の発売を再開。自社では企画・発売のみを行い、設計製造はライフライクやサンダカンが中国に持っている工場に委託するようになった。再開当初は蒸気機関車を中心に製品化していた。
同社の鉄道模型製品は直流二線式で、Nゲージは縮尺1/150・軌間9mm（新幹線関連のみ縮尺1/160）が、16番ゲージは縮尺1/80・軌間16.5mmが採用されている。機関車などは単品販売が多いが、電車などはセット販売が多いのが特徴である。一時期レールや制御機器なども発売していたが、2018年現在は車両と車両ケース類のみが発売されている。
2006年にはマイクロエース10周年として、10周年記念モデルを発売した。これはマイクロエースが新製品としてD51 498を発売して鉄道模型に再度参入した1996年から起算したものであり、実際には2006年時点で“マイクロエース”ブランドは25年以上の歴史があった。

#### 商品展開
Nゲージ
登場直後の新型車両から、既に引退した車両、国鉄C63形蒸気機関車などの計画だけに終わった車両、試験車両、数回運転されただけの臨時列車、ジョイフルトレイン、さらには銀河鉄道999の999号などの架空の車両まで展開している。
同業他社と比べると製品数・種類は非常に幅広く、蒸気機関車に関しては国鉄で開発されたほとんどの形式を網羅しており、年代・車号などを特定した製品を発売することで、他社製品との差別化を図っている。同一車両（特に1編成しか存在しない車両）の登場時タイプ、改造後タイプ、晩年期タイプなどが同時に発売されることが多い。
再生産は非常に人気があった車種など、ごく一部で例外的にしか行われず、題材を同じとする製品であっても次生産時は列車名や車両番号およびナンバープレートの変更などが行われることが多いため、事実上の限定品となっている。この影響で一部の製品はインターネットオークションなどで高値で取引されている場合がある。2010年代後半からは人気車両もしくはヒット商品に関しては積極的に再生産されるようになり、新製品の数を減らし再生産の数を増やす時期もある。また、既存の金型をベースにした新製品を発表したり、ライトのLED化や動力のフライホイール化などを「改良品」と称して再生産された製品もある。
京成グループの車両および特定編成や特定ナンバーの車両の製品化を得意としており、このヒットが他社の特定ナンバー・特定編成の発売へとつながった。
車両セットのケースの色が製品ごとに異なるものがあるほか、木箱入りの車両セットが発売されることもある。他社では6 - 8両用である大きさのブック型ケースに9 - 10両を入れていることが多く、逆に3 - 4両程度のセットでも6 - 8両用の大きさのものが流用されている。別売のブック型車両ケースは再生産を頻繁に行っており、一般車両用で12両用 (19メートル車以下に対応)、貨車用では18両用なども発売されている。
初期の製品では、調査不足による初歩的かつ基本的な形状・仕様のエラーや、モーター・動力ユニットの設計不良・不調、ダイキャストの経年劣化など問題点が多く信頼性が低かったものの、特に蒸気機関車はC52 (8200)、9800、4110、E10などマイナーな車両、C53 43 (流線形)、C62 18 (下がりつばめ)など特定ナンバーの車両の製品化が多かったため、一部マニア層からは熱烈な支持を受けた。その後は開発陣のノウハウ蓄積が功を奏して製品のクオリティは順調に向上し、かつての製品と比べ良質の製品が増えている。
オリジナルのカプラーや室内灯といった周辺機器も生産している他、2018年にはNゲージ車両に内蔵可能なワイヤレススピーカー「マイクロスピーカーシステム」を発売した。
2002年にはベース付レールシステム「ジオラマレール」も生産していたが、現在は絶版となっている。
HO/16番ゲージ
2005年にはHO/16番ゲージに進出している。かつて有井製作所時代に縮尺1/80のプラモデル（同社ではHOと表記）と鉄道模型用の下回り・レール・コントローラーをセットにした「鉄道模型入門セット」が発売されており、傘下に収めたしなのマイクロも縮尺1/80の鉄道模型を手がけていた。
企画名称の「Project 80」は、しなのマイクロ時代に縮尺1/80・軌間9mm・13mm製品の展開に使われていたものである。キハ40系を皮切りにキハ183系、183系1000番台、キハ52系を製品化した。
室内灯
幅広と幅狭があり、通常厚と薄型に分かれており、色は電球色と白色。基本的にTOMIX製と互換性があり、長らくサードパーティー製での対応だったが、自社でも発売されている。但し、西武001系電車は独自の薄型室内灯規格の為、他社・サードパーティ製と互換性がない。
OEM生産
2004年にアメリカのアトラスと提携し、数種類の2-6-0 Mogulを生産した。製品及びケースは2002年発売の7100形 義経号・弁慶号と同一のものである。
ポポンデッタ製もほぼ同社規格に準じている。